# اسکارف ۶۵۳۲
سیارک ۶۵۳۲ (به انگلیسی: 6532 Scarfe، نامگذاری:1995AC) شش هزار و پانصد و سی و دومین سیارک کشف شده‌است که در ۴ ژانویه ۱۹۹۵ کشف شد.
قدر مطلق سیارک برابر ۱۱٫۷۰ است.